# Agalmyla multiflora
Agalmyla multiflora là một loài thực vật có hoa trong họ Tai voi. Loài này được (Kaneh. & Hatus.) Hilliard & B.L.Burtt mô tả khoa học đầu tiên năm 2002.